# Фидес (митология)
Фидес (на латински: Fides) е в древноримската митология олицетворение на добрата вяра, вярността, доверието. Отговаря вероятно на гръцката богиня Пистис.
Нейният символ е две скръстени ръце в знак за разбирателството. В Древен Рим е наричана Fides Publica Populi Romani, Fides Augusta, Fides Augustorum, Fides militum, Fides praetorianorum и т.н. Нума Помпилий давал годишно тържество в нейна чест.
Нейният храм се намирал през 254 пр.н.е. близо до храма на Юпитер на Капитолий. През 249 пр.н.е. Авъл Атилий Калатин дарява храм на Фидес на Форум Холиториум (Зеленчуковия пазар) на Капитолий в Рим.